# Майник
Ма́йник (лат. Maiánthemum) — род подсемейства Нолиновые семейства Спаржевые (Asparagaceae). Ранее род приписывался к семействам Ландышевые (Convallariaceae) или Лилейные (Liliaceae).

## Название
Латинское название рода Maianthemum происходит от лат. Majaus ‘май’ и греч. άνθος ‘цветок’ — по времени цветения растения; на русский язык переводится, как ‘майский цветок’.
В русском названии рода Майник также прослеживается мотивация названием месяца зацветания растения с народным названием «майноцветка» (для Maianthemum bifolium (L.) F.W.Schmidt — Майник двулистный). К данному фитониму в Словаре русских народных говоров приводится следующее пояснениеː цветёт майноцветка в мае, белая она, пьют от родимчика, от испугу.

## Морфологическое описание
Многолетники с сильно разветвлённым длинным и тонким (ползучим) корневищем.
Стебли прямостоячие (но обычно более или менее извилистые), ближе к верхушке с 2, реже 3 листьями.
Листья очерёдные, сердцевидно-ланцетные (сердцевидно-эллиптические, глубокосердцевидно-яйцевидные) на коротких черешках.
Соцветие верхушечное в виде кисти.
Цветки мелкие, пахучие, белые, по 1—5 в пазухах мелких перепончатых прицветников, на тонких, довольно длинных (равных околоцветнику или длиннее его) цветоножках, двучленные. Околоцветник о четырёх широкоэллиптических белых долях, свободных почти до основания, 1,7—2,8 мм дл., во время цветения горизонтально распростёртые или вниз отвороченные. Тычинок четыре, короче долей околоцветника и прикреплённых у их основания; пыльники яйцевидные (почти округлые), прикреплённые своей спинкой.
Завязь почти сидячая, короткая, двугнёздная. Рыльце слегка двулопастное на толстоватом (нитевидном), столбике. Семяпочек в каждом гнезде по две.
Плод — красная ягода с 1—3 почти шаровидными семенами.

## Распространение и экология
3 вида, распространённых в умеренно тёплых, а отчасти субтропических районах Евразии и Северной Америки.
В России и сопредельных государствах (в пределах бывшего СССР) Майник распространён в Восточной Европе (Европейская часть бывшего СССР), на Кавказе, в Западной и Восточной Сибири, на Дальнем Востоке.
В Средней России произрастет один вид — Майник двулистный (Maianthemum bifolium).

## Значение и применение
Все майники принадлежат к раннецветущим растениям природной флоры и поэтому очень декоративны. Наиболее известны три вида — Майник двулистный (Maianthemum bifolium), Майник канадский (Maianthemum canadanse), Майник  широколистный (Maianthemum dilatatum). Они представляют интерес для озеленителей и ландшафтных архитекторов, поскольку пригодны для выращивания в групповых посадках на влажных тенистых участках и на срезку для миниатюрных, изящных букетов.
Среди майников имеются лекарственные растения. Майник двулистный (Maianthemum bifolium) применяется в народной медицине как сердечно-сосудистое средство, при водянке, а также в качестве жаропонижающего, и наружно — для размягчения и рассасывания опухолевидных образований, при абсцессах и ушибах.

## Ботаническая таксономия
По данным сайта The Plant List род насчитывает 39 видов.
Некоторые виды
- Maianthemum bifolium typus[1] — Майник двулистный — Растёт в хвойных и смешанных лесах Европы и Азии, от лесотундры до Средиземноморья и до субтропиков Японии. Цветёт в первой половине лета[3].
- Maianthemum canadense — Майник канадский — Встречается среди кустарников и во влажных лесах, поднимаясь в горах до 2500 м на уровнем моря, в умеренных зонах востока Канады и США[3].
- Maianthemum dilatatum — Майник широколистный — Произрастает в лесах и на лугах в умеренных зонах Восточной Азии, от Камчатки до Японии, и запада Северной Америки, от Аляски до Калифорнии. Цветёт в начале лета[3].
- Maianthemum × intermedium — Майник средний
- Maianthemum racemosum — Майник кистистый
- Maianthemum stellatum — Майник звёздчатый